# Curt von Morgen

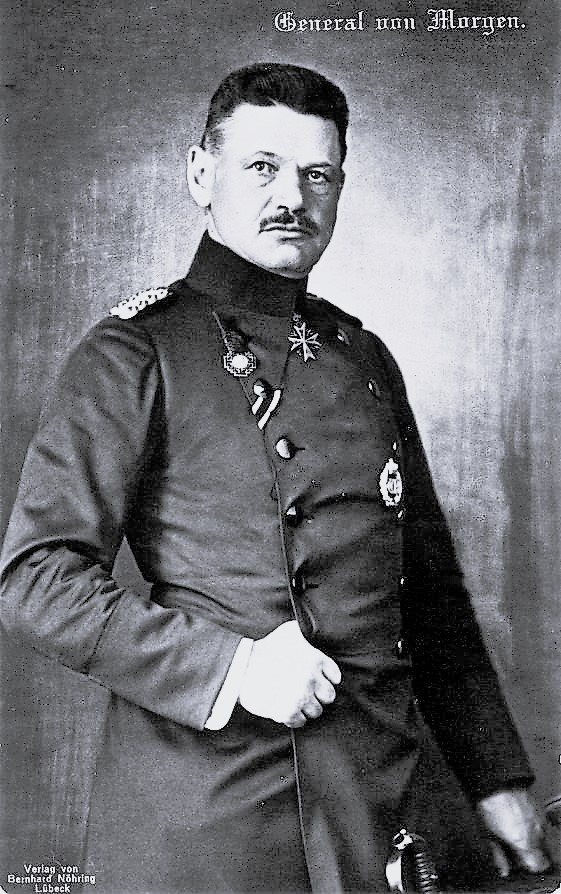
General Curt von Morgen

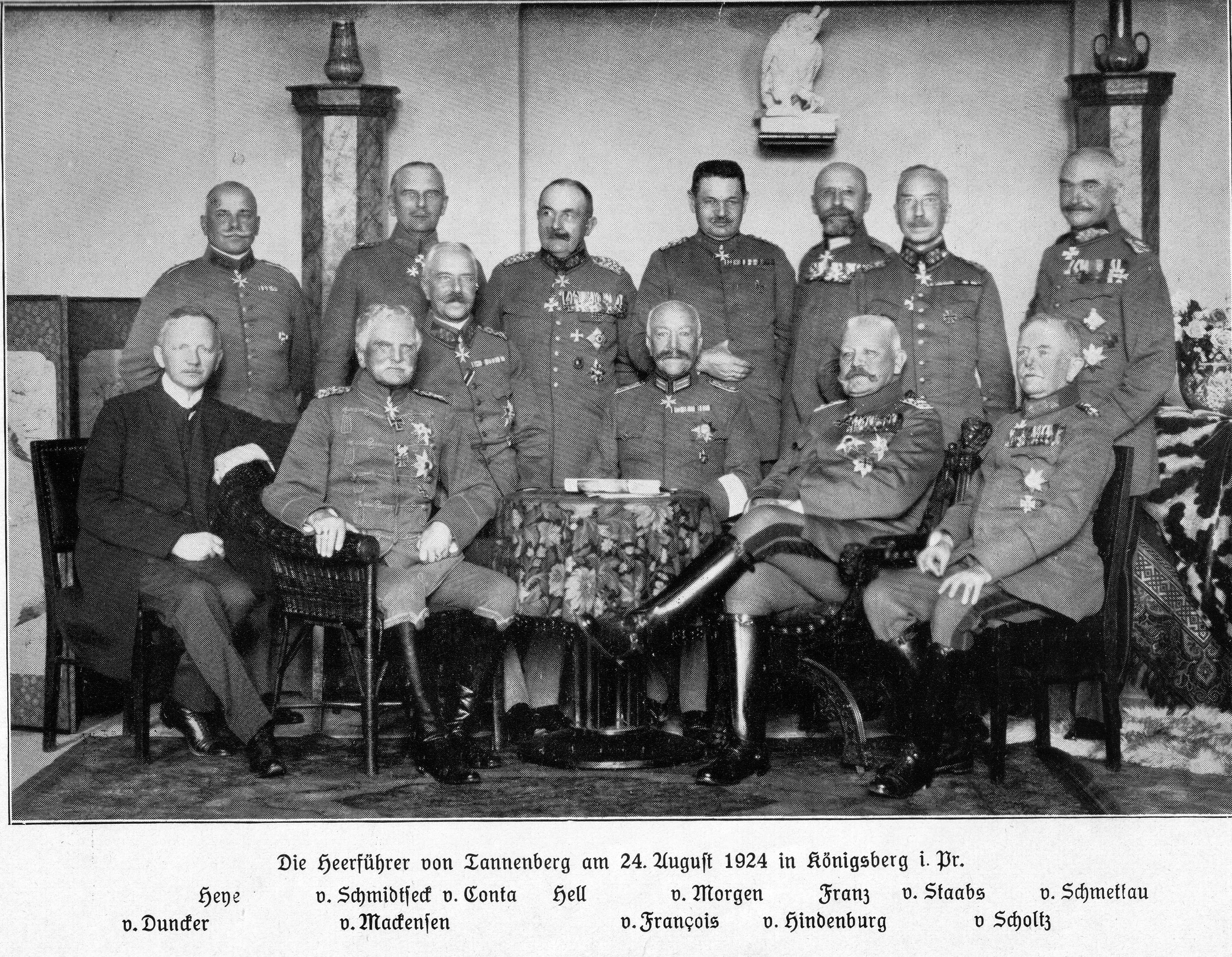
Die Heerführer von Tannenberg am 24. August 1924 in Königsberg

Curt Ernst Morgen, seit 1904 von Morgen, (* 1. November 1858 in Neiße; † 15. Februar 1928 in Lübeck) war ein preußischer General der Infanterie und Forschungsreisender.

## Leben

### Herkunft
Curt war der Sohn des preußischen Generalmajors Hermann Morgen (1810–1884) und dessen Ehefrau Sophie Dorothea, geborene Mallison (1820–1891), Tochter des Gutsbesitzers und Inhabers einer Kupfermühle Georg Mallison.

### Laufbahn
Morgen besuchte die Kadettenhäuser in Wahlstatt und Berlin. Am 14. April 1877 wurde er als charakterisierter Portepeefähnrich dem 7. Ostpreußischen Infanterie-Regiment Nr. 44 der Preußischen Armee überwiesen. Das Patent zu seinem Dienstgrad erhielt Morgen am 13. November 1877. Am 20. April 1878 folgte seine Versetzung in das 4. Oberschlesische Infanterie-Regiment Nr. 63, in dem auch sein älterer Bruder Johann Friedrich (1848–1936) diente. Hier wurde Morgen am 12. Oktober 1878 Sekondeleutnant sowie am 13. Dezember 1887 Premierleutnant.
Unter Stellung à la suite des Regiments wurde er am 27. August 1889 zur Dienstleistung beim Auswärtigen Amt kommandiert. Als Nachfolger des bei der Forschungsexpedition im südlichen Kamerun tätigen Leutnants Hans Tappenbeck wurde er kurz danach an Stelle des erkrankten Hauptmanns Richard Kund Chef der Expedition.
Am 5. November 1889 verließ Morgen mit 120 Trägern die Küste und gelangte Ende des Monats auf der Station Jaunde an. Am 9. Dezember verließ er dieselbe, überschritt den Sanaga und erreichte die südlichen Grenzstämme von Adamawa. Von hier wandte er sich nach Westen, entdeckte den Mbam, den bedeutendsten Nebenfluss des Sanaga, und erreichte Malimba. Nachdem Morgen die dortigen Aufständischen der Küstenbevölkerung in einem viermonatigen Kampf niedergeworfen hatte, begab er sich am 2. Juni 1890 auf eine zweite Expedition in das Innere von Adamaua. In der Nähe von Ndumba legte er die wenig später wieder aufgegebene Station Kaiser-Wilhelmsburg an. Von dort aus drang er bis nach Tibati und Banyo vor. Beim Erstürmen der Bergfestung Ngaundere wurde Morgen durch einen Pfeilschuss verwundet. Die Expedition führte weiter nach Ibi am Benue, bevor sie über den Fluss und den Niger an die Küste führte. Nach einem Aufenthalt in Lagos kehrte er nach Deutschland zurück.
Hier war er bis 1893 in der Kolonialabteilung des Auswärtigen Amtes tätig. In einer „Denkschrift zu Liberia“ schrieb er, dass zur Sicherung deutscher Interessen eine Reihe von Maßnahmen zur Durchführung kommen müssten. Neben einem neuen Handelsvertrag, der die Zulassung deutscher Geschäftsleute zu allen Handelsplätzen garantiere, sah sie auch die Modifizierung der liberianischen Verfassung mit ihren unbequemen Festlegungen über das Grunderwerbsverbot für Weiße als besondere Aufgabe an. Um diese Ziele zu erreichen, würden „Geschenke und Orden an die Spitze der Regierung wohl das Ihre tun“.
Von da an tat er Dienst als Kompaniechef. Im Herbst 1894 wurde auf Veranlassung des Reichskanzlers Caprivi Morgen zusammen mit Leutnant Dominik zur Aufstellung einer Schutztruppe, die Schutztruppe sollte nach der Meuterei der Polizeitruppe im Dezember 1893 (Dahomey-Aufstand) diese ersetzen, und der Niederschlagung eines Aufstands wieder nach Kamerun gesandt. Mit in Ägypten geworbenen Sudanesen schlug er den Aufstand der Abolauten nördlich von Douala und der Kpeer am Kamerunberg nieder.
Zurück in Deutschland führte Morgen wieder seine Kompanie.
Im Herbst 1896 entsandte man den Hauptmann nach Dongola als militärischen Beobachter zur Expedition des Sirdars Herbert Kitchener gegen die Mahdisten. 1897 wurde er als Militärattaché in das Hauptquartier des Edhem Pascha entsandt und nahm am Türkisch-Griechischen Krieg teil. Er war als Vertreter des deutschen Reiches bei den Friedensverhandlungen in Konstantinopel und der Grenzregulierung von Thessalien. Im Herbst 1897 wurde er in den Großen Generalstab der Armee versetzt und wurde Militärattaché bei der Botschaft in Konstantinopel. Bis zu seiner Rückkehr in den Großen Generalstab 1901, nachdem er vorübergehend zur Hochseeflotte kommandiert worden war, unternahm er Ritte und Reisen durch Albanien, Serbien, Bulgarien, Kleinasien und Armenien. Er zeichnete unter anderem verantwortlich für die Durchführung der Palästinareise Kaiser Wilhelms II. im Jahre 1898 und wurde in diesem Zusammenhang zum Flügeladjutanten ernannt. Ebenso wurde er in diesem Jahr zum Major befördert.

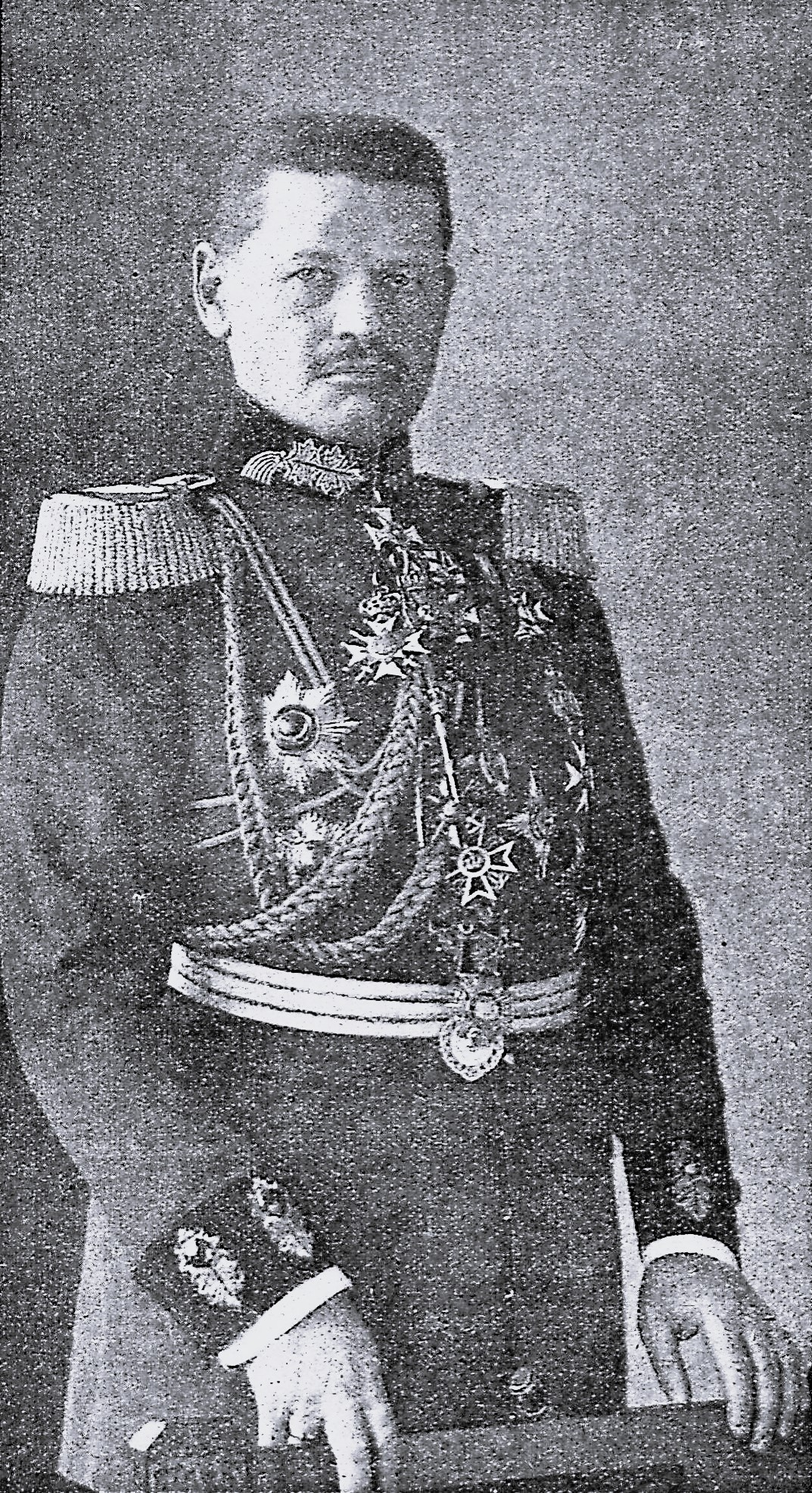
Generalmajor der 81. Infanterie-Brigade

Im Januar 1902 war er Bataillonskommandeur im Grenadier-Regiment „König Friedrich Wilhelm IV.“ (1. Pommersches) Nr. 2 in Stettin. Im Sommer 1904 wurde Morgen in den erblichen preußischen Adelsstand erhoben. 1905 wurde er zum Oberstleutnant befördert und zum Stab des Niederrheinischen Füsilier-Regiments Nr. 39 in Düsseldorf versetzt. Ab 21. März 1908 war er Oberst und Kommandeur des Infanterie-Regiments „Prinz Friedrich der Niederlande“ (2. Westfälisches) Nr. 15 in Minden, ab 27. Januar 1912 Generalmajor, Garnisonältester und Kommandeur der 81. Infanterie-Brigade in Lübeck. Diese residierte im späteren Buddenbrookhaus, zog aber im selben Jahr um in die Braunstraße 12.

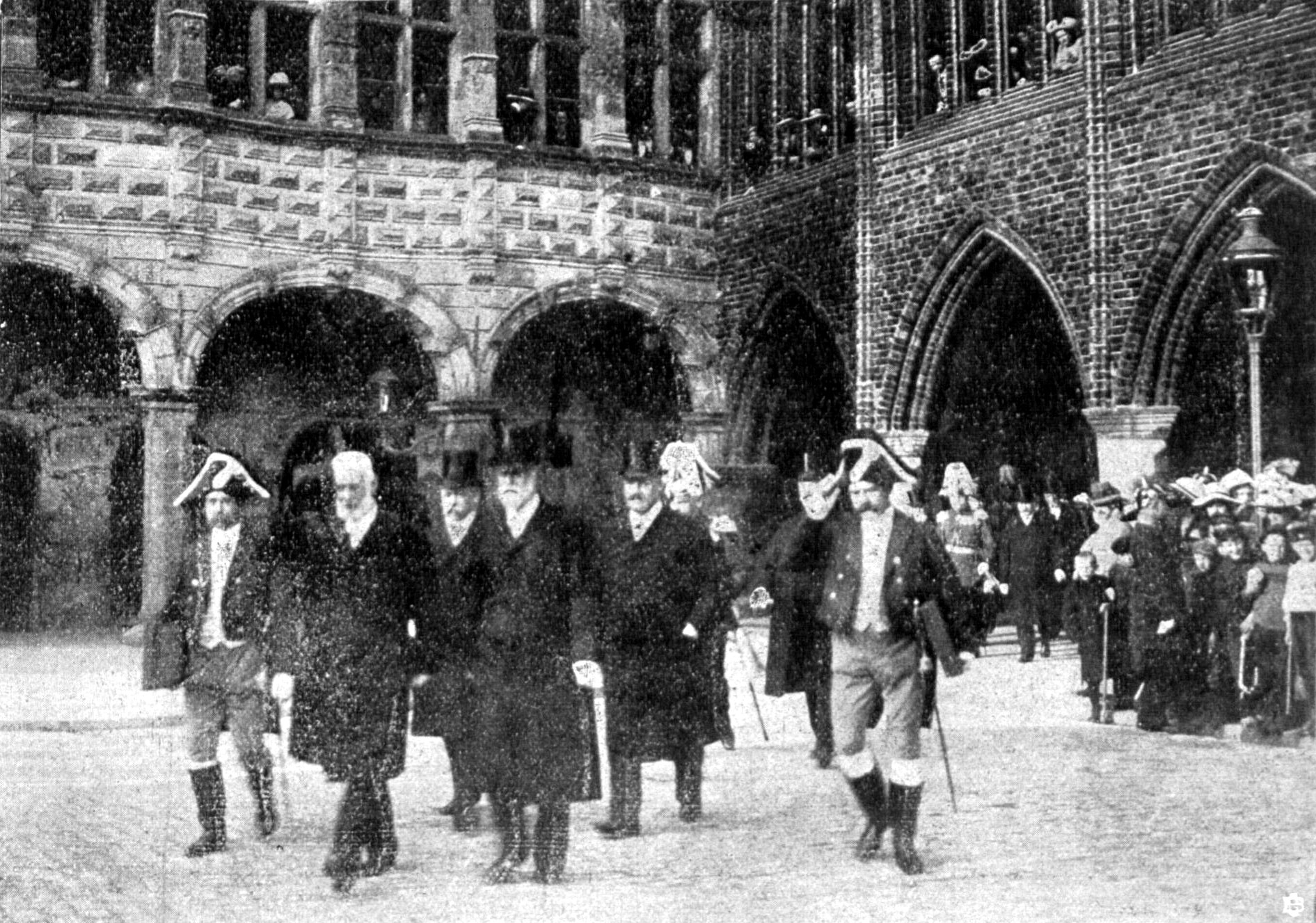
Morgen auf dem Weg zur Schmückung der Regimentsfahnen

1912 verlieh die Stadt den Bataillonen seines Regiments je zwei traditionsstiftende Fahnenbänder. Am 17. Mai schmückten die Senatoren Johann Hermann Eschenburg und Johann Georg Eschenburg, sowie Emil Possehl und der spätere Bürgermeister Johann Martin Andreas Neumann die Fahnen auf dem lübeckischen Marktplatz in Gegenwart des Brigadegenerals, bevor sie der Kommandeur (Thaddäus von Jarotzky) wieder entgegennahm.
Als solcher erstattete er dem Kaiser bei dessen Besuch in der Freien und Hansestadt Lübeck am 9. August 1913 auf dem Bahnhofsvorplatz des Lübecker Hauptbahnhofs Meldung.
Zu Beginn des Ersten Weltkrieges wurde Morgen im Zuge der Mobilmachung am 2. August 1914 Kommandeur der 3. Reserve-Division und in dieser Stellung am 19. August 1914 in Danzig zum Generalleutnant befördert. Er hatte im Rahmen der 8. Armee erheblichen Anteil am erfolgreichen Ausgang der Schlacht bei Tannenberg (26.–31. August) und an der Schlacht an den Masurischen Seen (9.–14. September). Am 8. November 1914 wurde er Kommandierender General des I. Reserve-Korps. Im Rahmen der 9. Armee nahm sein Korps im November 1914 an der Schlacht um Łódź teil und kämpfte zum Jahreswechsel im Stellungskrieg an der Rawka und an der Bzura. Ab September 1916 zeichnete sich das I. Reserve-Korps am Feldzug gegen Rumänien hervorragend aus. Es unterstützte die k.u.k. 1. Armee am oberen Maros, bei Fogaras und zwischen dem 7. und dem 9. Oktober in der Schlacht bei Kronstadt. Im November gingen seine Truppen über den Törzburger Pass nach Süden vor, besetzten Câmpulung und stießen Anfang Dezember 1916 auf Ploesti vor. Im Frühjahr 1917 rang Morgens Korps im Raum Focșani und in der Schlacht an der Putna. Es folgten Einsätze an der Westfront, wo General von Morgen am 24. August 1918 die Führung des XIV. Reserve-Korps übernahm.

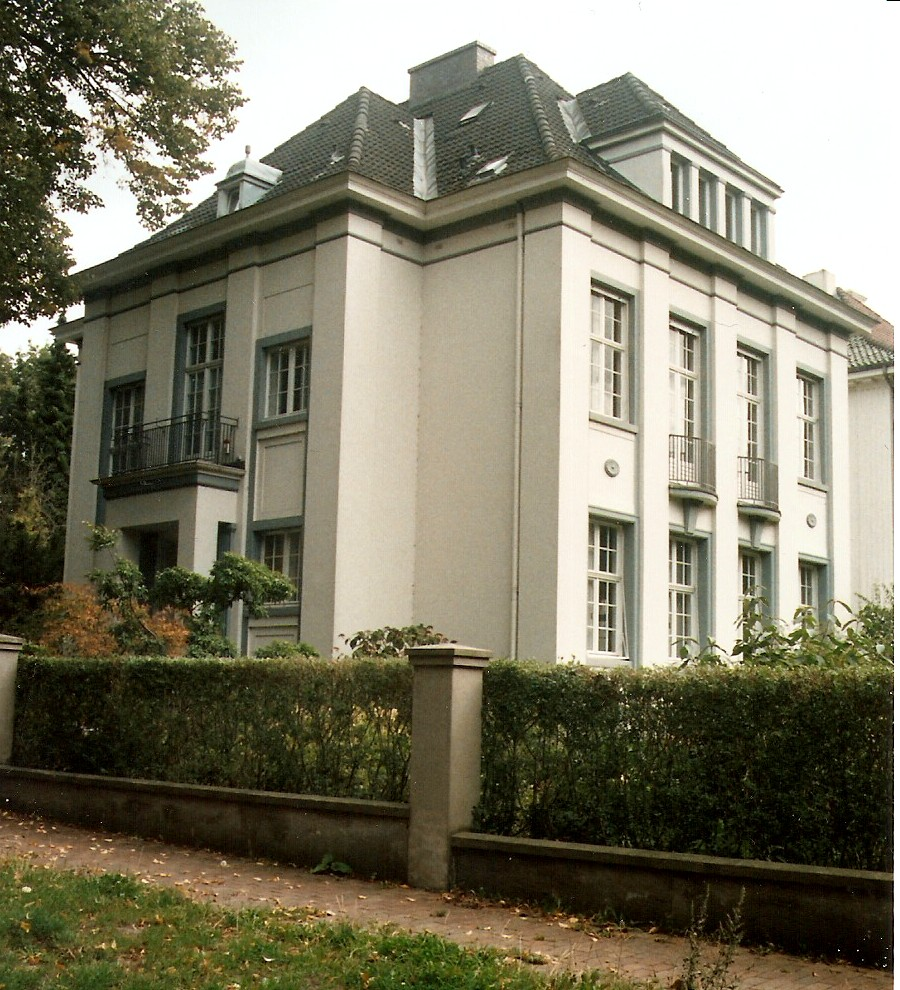
Alterswohnsitz von Morgens

Nach Kriegsende reichte er sein Abschiedsgesuch ein. Diesem wurde entsprochen und er ab 9. Januar 1919 zur Disposition gestellt. Am 11. Februar 1920 wurde ihm mit Wirkung vom 9. Januar 1919 der Charakter als General der Infanterie verliehen.
Auch nach dem Ende der Monarchie blieb er nach 1918 überzeugter Anhänger der Monarchie und des Hauses Hohenzollern. Für die Annäherung des Generals Ludendorff, den er von den gemeinsamen Kämpfen bei Tannenberg näher kannte, an die Nationalsozialisten äußerte er Unverständnis.

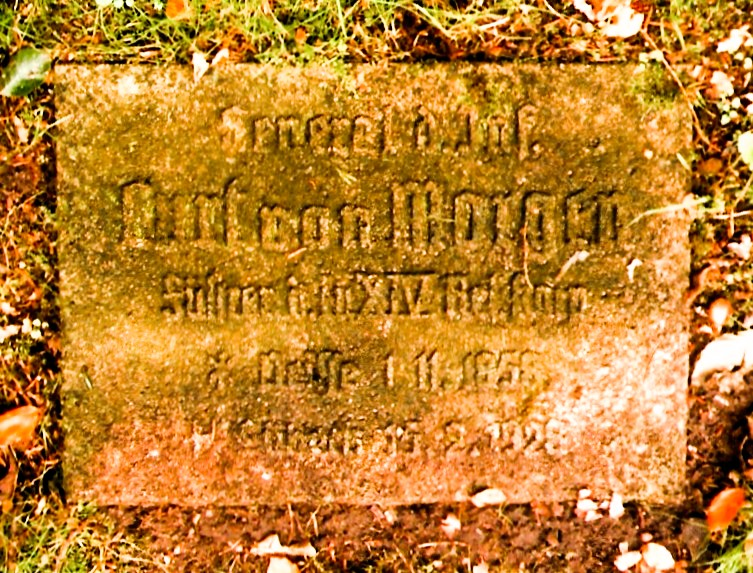
Grabstein auf dem Ehrenfriedhof zu Lübeck

Er verbrachte seinen Lebensabend in Lübeck. Der Lübecker Regattaverein konnte erst nach dem Ersten Weltkrieg gegründet werden. Das Ansehen, das der General in Lübeck genoss, demonstrierte unter anderem die Tatsache, dass man ihn an die Spitze des Vereins stellte.
Nach kurzer Krankheit verstarb Morgen. Mit einer Zeremonie, wie sie Thomas Mann in den Buddenbrooks beschreibt, wurde er am 22. Februar 1928 nach der Trauerandacht im Dom zum Ehrenfriedhof gebracht und dort beigesetzt.

### Familie
Morgen heiratete am 3. Oktober 1891 Else Guthmann (1870–1910). Das Paar hatte mehrere Kinder:
- den Automobilrennfahrer Heinrich-Joachim (1902–1932)[13][14]
- Elisabeth (* 1895) heiratete 1919 (Scheidung 1923) den Flugzeugkonstrukteur Anthony Fokker.

Er hatte noch zwei weitere Söhne: Ernst (* 1893) und Hans Georg (* 1894).
1914 heiratete er Rose-Lee, eine geborene Bolbrügge (* 1892). Das Paar hatte drei Töchter.

## Trivia
Die von der lübeckischen Wallbrechtstraße abzweigende und in der Danziger Straße in den Moltkeplatz übergehende Von-Morgen-Straße ist nach ihm, der auch der erste Vorsitzende der Siedlungsgenossenschaft „Vaterländische Heimstätte GmbH“ der Stadt war, benannt worden.
Ein erster erfolgloser Vorschlag, eine Straße im Neubaugebiet Bei der Schafbrücke nach dem General zu benennen, erfolgte 1933.
1938 wurde die General-von-Morgen-Straße benannt. Aufgrund der Kontrollratsdirektive Nr. 30 des Alliierten Kontrollrats vom 13. Mai 1946 wurde dieser aufgehoben und Saarlandstraße als neuer Name vorgeschlagen. Eine Neubenennung, in den jetzigen Namen, erfolgte jedoch bis 1958 nicht.
Der städtische interfraktionelle Arbeitskreis stufte 2015 14 Straßennamen, darunter auch dieser, als „kritisch“ ein. Es handele sich um Personen, deren Leben und Wirken – nach aktuellen Stand der historischen Forschung – diskussionswürdige Schnittmengen mit Militarismus und Kolonialismus sowie mit der Ideologie und Politik des Nationalismus aufweisen. So wurde der Hindenburgplatz, denn er hatte Adolf Hitler zum Reichskanzler ernannt, 2019 wieder der „Republikplatz“.

## Auszeichnungen
- Roter Adlerorden II. Klasse mit Eichenlaub und Schwertern am Ringe[17]
- Kronenorden II. Klasse mit Schwertern am Ringe[17]
- Eisernes Kreuz (1914) II. und I. Klasse
- Pour le Mérite mit Eichenlaub
  - Pour le Mérite am 1. Dezember 1914
  - Eichenlaub am 11. Dezember 1916
- Preußisches Dienstauszeichnungskreuz[17]
- Ritterkreuz I. Klasse des Ordens vom Zähringer Löwen mit Eichenlaub[17]
- Komtur des Verdienstordens vom Heiligen Michael[17]
- Großkomtur des Greifenordens[17]
- Ritterkreuz II. Klasse des Hausordens vom Weißen Falken[17]
- Ritterkreuz I. Klasse des Herzoglich Sachsen-Ernestinischen Hausordens[17]
- Ehrenkreuz I. Klasse des Lippischen Hausordens mit Schwertern[17]
- Komtur II. Klasse des Ordens der Württembergischen Krone[17]
- Ritterkreuz I. Klasse des Friedrichs-Ordens[17]
- Großoffizier des Bulgarischen Militärverdienstordens
- Orden vom Doppelten Drachen 3. Grad, I. Klasse
- Komtur des Ordens von Oranien-Nassau[17]
- Komtur des Ordens der Krone von Rumänien[17]
- Offizier des Ordens des Weißen Adlers[17]
- Goldene Imtiaz-Medaille[17]
- Osmanje-Orden II. Klasse[17]
- Mecidiye-Orden II. Klasse[17]
- Lübeckisches Hanseatenkreuz – erhalten am 2. November 1915[18]
- Goldene Liakat-Medaille[17]

## Werke
- Reisen im Hinterlande von Kamerun 1889/91. In: Verhandlungen der Gesellschaft für Erdkunde zu Berlin 1891. Heft 7.
- Durch Kamerun von Süd nach Nord. Reisen und Forschungen im Hinterlande 1889 bis 1891. 1893.
- Kriegs- und Expeditionsführung in Afrika. Berlin 1893.
- Zeitskizzen. Berlin 1919.
- Meiner Truppen Heldenkämpfe. Berlin 1920.

## Verweise